# 용흥로
용흥로(Yongheung-ro)는 대한민국 경상북도 포항시 북구 용흥동 중심부를 연결하는 도로이다.

## 노선 경로
- 삼거리 명칭 미상
  - 국도 제7호선 (용당로)
- 감실골사거리
  - 새천년대로
    - 경상북도 포항의료원
    - 용흥종합상가
    - 용흥중학교
    - 신도아파트
    - 용흥초등학교
    - 동지여자중학교
    - 동지여자고등학교
    - 동지중학교
    - 동지고등학교
    - 용흥보성타운
- 연화재사거리
  - 새마을로 (구 국도 제31호선)
    - 프리미엄아파트
    - 경북과학고등학교
    - 대흥초등학교
    - 대흥중학교
    - 포항시북구선거관리위원회
    - 포항여자전자고등학교
    - 하나로타운
    - 용흥동쌍용아파트
- 사격장앞
  - 새천년대로

## 같이 보기
- 용흥동